# Трофотропия
Понятие трофотропия было введено в 1957 году швейцарским физиологом Вальтером Рудольфом Гессом.
Передний отдел, то есть, преоптическая область гипоталамуса несёт трофотропную функцию. Эта функция отвечает за стабильность внутренней среды организма человека - гомеостаза: мобилизация вагоинсулярного аппарата, поддерживание анаболизма, улучшение метаболизма.
Поддерживание гомеостаза происходит через сегментарный аппарат.
Трофотропная функция отвечает за такие нарушения баланса, как гипергидроз, расширение периферических сосудов, гипотония, усиление перистальтики кишечника, брадикардия, гиперсаливация.
Существует такое понятие, как трофотропные продукты. Эти продукты замедляют процесс метаболизма, снижают тонус, вызывая при этом сонливость.К таким продуктам относятся: напитки на солоде; изделия, которые содержат большое количество дрожжей, свежее молоко, свинина, сало, дыня, грецкий орех, помидоры, картофель, баклажаны.
Реакции, которые возникают при трофотропной функции, называются восстановительными.